# 에리히 하르트만
에리히 알프레트 하르트만(독일어: Erich Alfred Hartmann, 1922년 4월 19일 ~ 1993년 9월 20일)은 독일의 공군이다. 또한 제2차 세계대전의 에이스 전투조종사으로, 독일군들에게는 "부비(Bubi)"라는 별명으로, 적수인 소련군에게는 "검은 악마"라는 별명으로 불렸다. 역사상 최고의 항공전 전과를 올린 에이스로, 총 1,404회 출격하여 825회 교전하고 적기 352기(소련군 345기, 미합중국군 7기)를 격추시켰다. 또한 에리히 하르트만의 추락 횟수는 14회인데, 14번의 추락 사유는 격추시킨 적기의 파편에 맞거나, 기계 고장 등이었고, 적에게 격추당해 추락당한 적은 없었다.
하르트만은 전쟁 전에 글라이더 조종사였다. 1940년 국방군 공군에 입대하고 1942년 훈련을 마친 뒤 동부전선의 제52전투비행단(JG 52)에 배치되었다. JG 52에서 독일 공군 최고 수준의 선임들에게 지도를 받으며 꾸준히 실력을 키워나갔고 1944년 8월 25일 적기 301기 격추의 공훈으로 곡엽검금강석 기사십자 철십자장을 수훈받았다. 당시 하르트만이 받은 이 훈장은 고위 장성들이 수훈 대상인 대십자 철십자장을 제외하면 최고 등급의 군사훈장으로, 사실상 당시 독일의 최고 무공훈장이었다. 황금곡엽검금강석 기사십자 철십자장은 1944년 12월 29일에 제정되었다.
하르트만은 1945년 5월 8일, 전쟁이 끝나기 불과 몇 시간 전에 352번째이자 마지막 적기를 격추했다. JG 52의 나머지 잔병들과 함께 미군에게 항복했으나 붉은 군대에게 넘겨졌다. 소련은 하르트만을 전향시켜 동독의 국가인민군에서 복무시키려 했지만 말을 듣지 않자 전쟁범죄 혐의로 기소하여 노역 25년에 징역 10년형을 선고했다. 이후 하르트만은 소련 곳곳의 포로수용소와 굴라그를 전전하다가 1955년에 석방되었다.
1956년, 하르트만은 서독의 연방군 공군에 입대했고, 제71전투비행단 리히트호펜의 초대 비행단장이 되었다.  록히드 F-104 스타파이터를 독일 공군에 배치하는 것에 반대하다가 상관들과 의견충돌을 빚어 1970년에 조기 전역하였다. 만년에는 민간 비행사 교관으로 지냈다. 1993년 9월 20일 사망했다. 향년 71세.